# Julio Martín Valli
Julio Martín Valli (Recreo, Provincia de Santa Fe, Argentina; 4 de mayo de 1977) es un exfutbolista argentino. Jugaba como marcador central y su primer equipo fue Unión de Santa Fe. Su último club antes de retirarse fue 9 de Julio de Rafaela.
Formó parte del plantel de Tiro Federal de Rosario que obtuvo el Torneo Apertura 2004 de la Primera B Nacional y que, luego de ganarle la final a Gimnasia y Esgrima de Jujuy, se consagró campeón en 2005, logrando así el histórico ascenso a la Primera División.

## Clubes
| Club                    | País      | Año       |
| ----------------------- | --------- | --------- |
| Unión de Santa Fe       | Argentina | 1998-2000 |
| Nueva Chicago           | Argentina | 2001      |
| Unión de Santa Fe       | Argentina | 2002-2004 |
| Tiro Federal de Rosario | Argentina | 2004-2005 |
| Chacarita Juniors       | Argentina | 2005-2006 |
| Atlético Tucumán        | Argentina | 2006-2007 |
| Sarmiento de Junín      | Argentina | 2008      |
| 9 de Julio de Rafaela   | Argentina | 2008-2010 |

## Palmarés
| Título             | Club                    | País      | Año  |
| ------------------ | ----------------------- | --------- | ---- |
| Primera B Nacional | Tiro Federal de Rosario | Argentina | 2005 |